# فریگیت کلاس پرستونیا
فریگیت کلاس پرستونیا (به انگلیسی: Prestonian-class frigate) یک کلاس از کشتی است که طول آن ۳۰۱٫۲۵ فوت (۹۱٫۸۲ متر) می‌باشد.